# 預兆

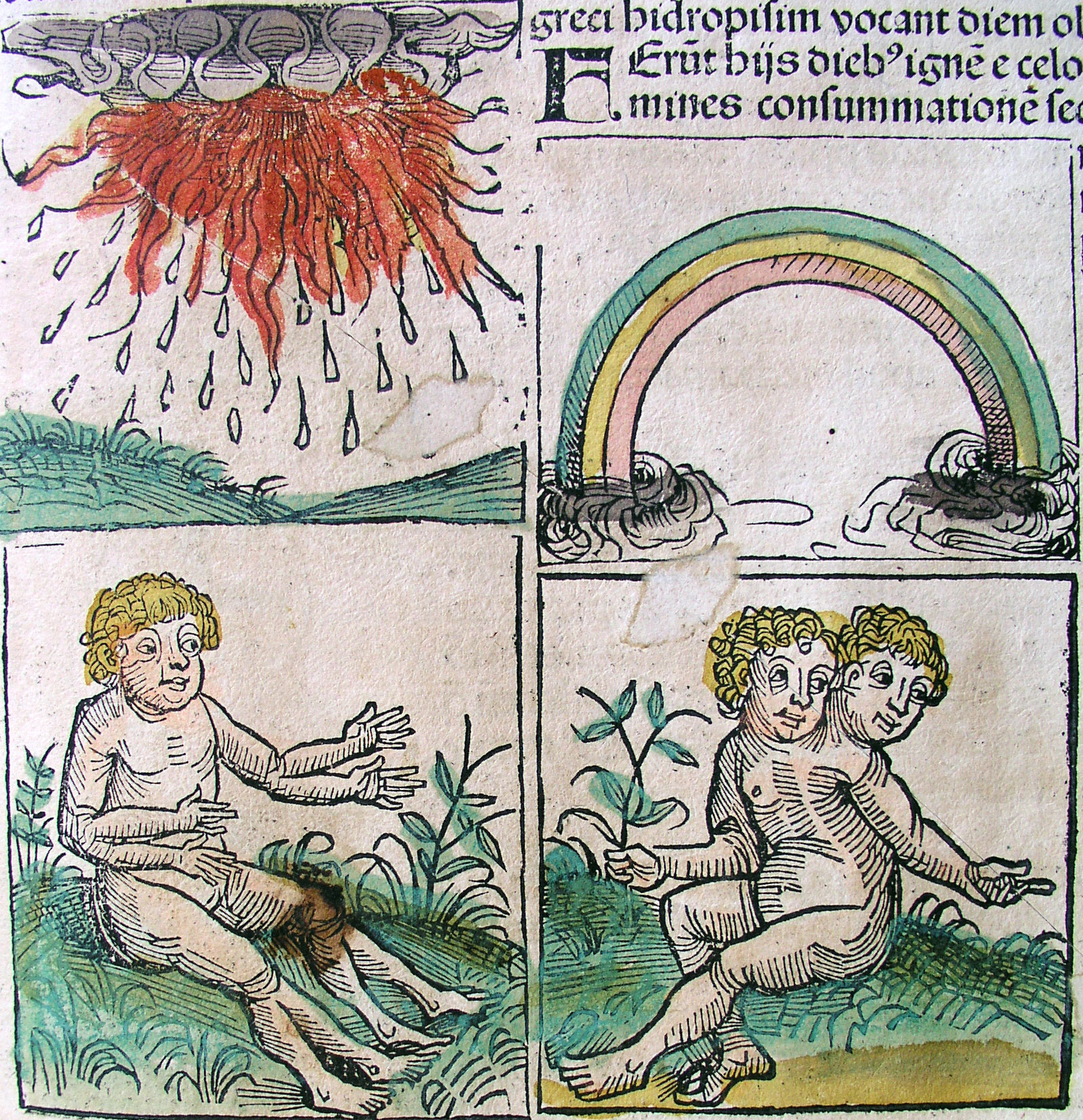
1493年《纽伦堡编年史》中记载的预兆，包括自然现象、畸形儿等。

預兆（英語：Omen）是一種被認為預示未來的現象，通常預示著變革的到來。 在古代，人們普遍相信，今天仍有一些人相信，預兆會帶來來自諸神的神聖訊息。
這些預兆包括自然現象，例如日食、動物（尤其是人類）的畸形，以及被獻祭的動物在前往屠宰途中的行為等。有占卜者來解釋這些預兆。有人還會使用人工方法，例如製造並使用羊肝的粘土模型，在危急時刻與神靈交流，以期得到一個二元的答案，是或否，有利或不利等。如此是為了預測未來會發生什麼，並採取行動避免災難。